# 戴氏異育鱂
戴氏異育鱂，為輻鰭魚綱鯉齒目鯉齒亞目谷鱂科的其中一種，為熱帶淡水魚，被IUCN列為極危保育類動物，分布於中美洲墨西哥Lerma河流域，為特有種，體長可達5公分，棲息在底中層水域，生活習性不明。

## 擴展閱讀
維基物種上的相關：戴氏異育鱂